# Dirck van Adrichem
Dirck van Adrichem (Delft, juni 1629 – Suratte, 26 juni 1665) was een koopman in dienst van de VOC. Hij was van 1661 tot aan zijn dood in 1665 directeur van Suratte. In 1662 leidde hij een ambassade namens de VOC naar het hof van de nieuwe Mogolkeizer Aurangzeb in Delhi.

## Jeugd
Dirck van Adrichem was een telg uit de bekende Delftse familie Van Adrichem, die meerdere burgemeesters en schepenen leverde, en de stamboom via het kasteel Adrichem bij Beverwijk kon terugvoeren op de Brederodes en de graven van Holland. Van Adrichems vader Philips Dircksz van Adrichem, een glasblazer, vertrok in december 1630 met zijn vrouw Judith en vijf kinderen als onderkoopman op het schip Wapen van Delft naar Batavia. Dirck, de jongste, was toen anderhalf jaar oud. Op 6 juni 1631 kwam het gezin aan in Batavia, het bestuurscentrum van de VOC in Azië en de overslaghaven van alle ingekochte goederen. Dircks vader werd er een jaar later vrijburger en op 30 mei 1632 gekozen als schepen van Batavia. Enkele jaren later overleed hij. Dirck groeide op in Batavia. Toen hij 12 jaar oud was werd hij 'ten aansien redelijck in 't schrijven is avanceerende' door de Compagnie voor tien gulden per maand als jong assistent aangenomen, met een contract voor vijf jaar. Na afloop van dat contract werd hij in 1647 eerste assistent in de vestiging Suratte, en in 1649 onderkoopman. Suratte was de grote havenstad van het Mogolrijk, gelegen bij de monding van de Tapti rivier. Het was een knooppunt voor de handel tussen India en het Safawidische en Ottomaanse Rijk aan de andere kant van de Arabische Zee. Er werden door de VOC geverfde en bedrukte katoenen weefsels ingekocht via Indiase handelaren die als makelaars optraden. De weefsels, lywaten of lynwaden genoemd, waren erg geliefd in de oostelijke archipel, waar ze geruild konden worden voor specerijen. En daar was in Suratte weer een goede markt voor. Meer dan de helft van de inkoop van het katoen kon betaald worden met de verkoop van specerijen. De rest werd grotendeels betaald met zilver en koper dat in Japan werd verdiend. Directeur in Suratte was in deze tijd Arent Muykens, met wie Dircks oudere zus Adriana in 1638 was getrouwd.

## Suratte

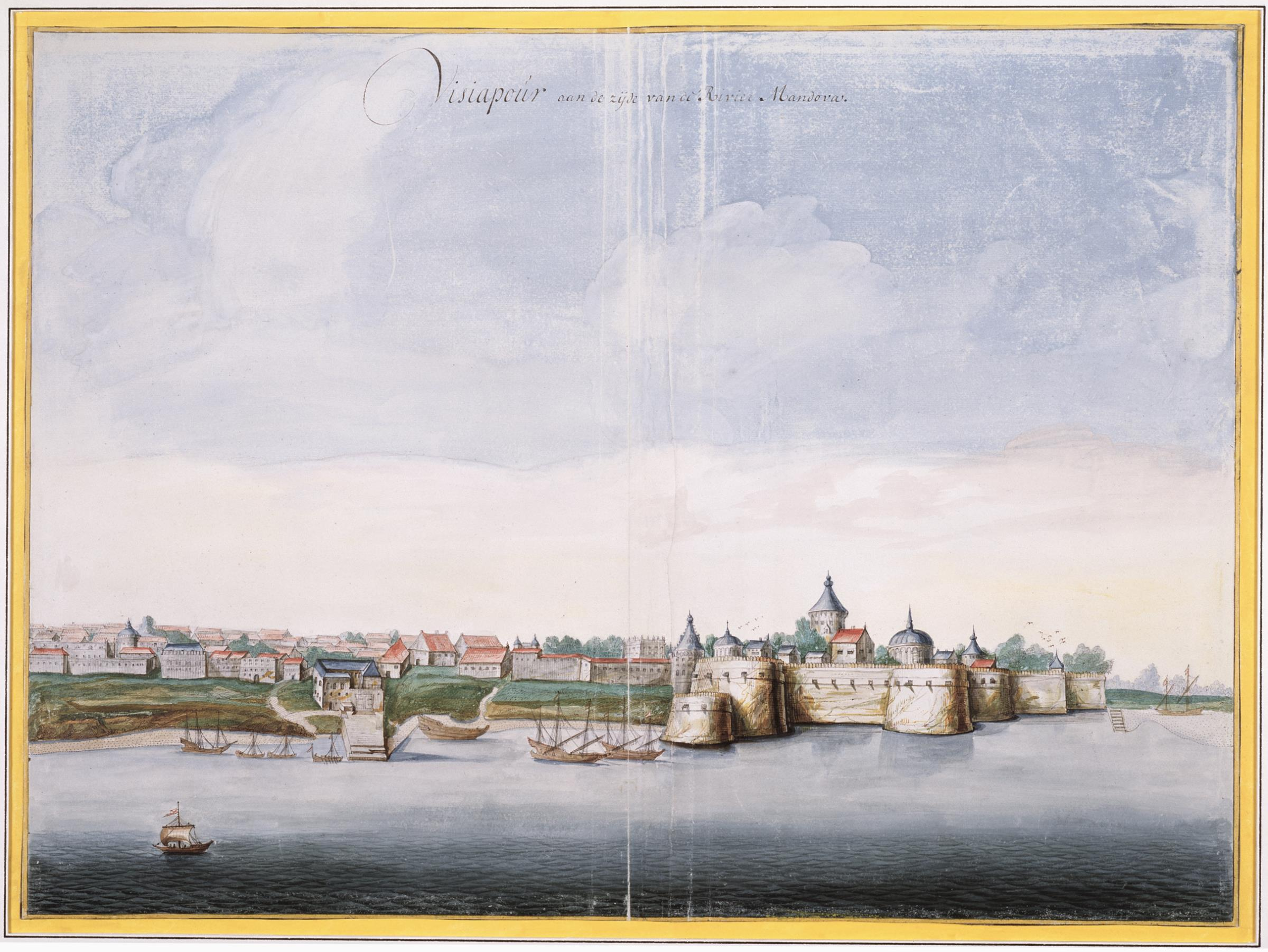
Suratte rond 1665.

Van Adrichem werkte daarna een poos in Perzië, vermoedelijk met Muykens die daar als commissaris naar toe was gezonden. In 1649 was hij weer terug in Suratte. In 1651 werd hij koopman en werkte in Basra, in wat nu Irak is. Hij was toen 22. Na terugkomst in Suratte in 1652 wijdde hij zich aan de boekhouding van de factorij onder drie opeenvolgende directeuren. In 1656 werd hij er opperkoopman en in 1658 volgde hij de naar Nederland teruggeroepen Isaac Koedijck op als secunde (vice-directeur) onder de nieuwe directeur Leonard Winnincx. Toen deze in mei 1661 aangaf te willen repatriëren benoemde de Raad van Indië Van Adrichem in augustus tot provisioneel directeur, aangezien hij 'aldaer lange jaren geresideert en daerdoor oock, achtervolgens de goede getuygenisse van den directeur Winnincx voornoemt, grondige kennisse en ervarenheyd van Compagnies negotie in die gewesten becomen heeft'. Hij was inmiddels getrouwd met Esther van Solemne, een dochter van David de Solemne. Deze was kwartiermeester van graaf Ernst van Nassau geweest en was in 1630 als militair in dienst van de VOC getreden. Zijn zus Sophia was met Koedijck getrouwd. Een andere zus, Sara, was in Formosa getrouwd met Carel Hartsinck. De Hartsincks waren een invloedrijke familie in de VOC. Connecties waren belangrijk. In 1658 werd een dochter geboren, Catharina.
In september 1657 was de Mogolkeizer Sjah Jahan ziek geworden, waarna er tussen zijn vier zonen een oorlog uitbrak over de opvolging. Deze werd gewonnen door de derde zoon Aurangzeb, die zijn vader liet opsluiten in het fort van Agra, zijn broers liet vermoorden en zich in 1659 tot keizer liet kronen in de Diwan-i-Am in het Rode Fort in Delhi. Hij nam daarbij de naam Alamgir aan, 'Universumveroveraar'. Toen het er na een paar jaar op leek dat deze situatie permanent was begonnen omringende volkeren ambassades te sturen om de nieuwe keizer te begroeten. Zo ook de Compagnie, die bovendien de onder het oude regime verkregen firmans (keizerlijke handelsvergunningen) onder betere voorwaarden wilde laten herbevestigen. Het ging om firmans voor Suratte, Agra en Bengalen. In augustus 1661 nam de Raad van Indië er een resolutie over aan. De 'schenkagie' aan de keizer werd begroot op 15 duizend gulden, geschenken aan invloedrijke hovelingen niet meegerekend. Als mogelijke ambassadeur werden zowel Winnincx als Van Adrichem genoemd, maar toen Winnincx vertrok viel de eer te beurt aan Van Adrichem. Hij had inmiddels veel ervaring opgebouwd in India en sprak Hindi, zodat men hem een geschikte kandidaat vond, ook al was hij nog maar 33.

## De hofreis naar Delhi

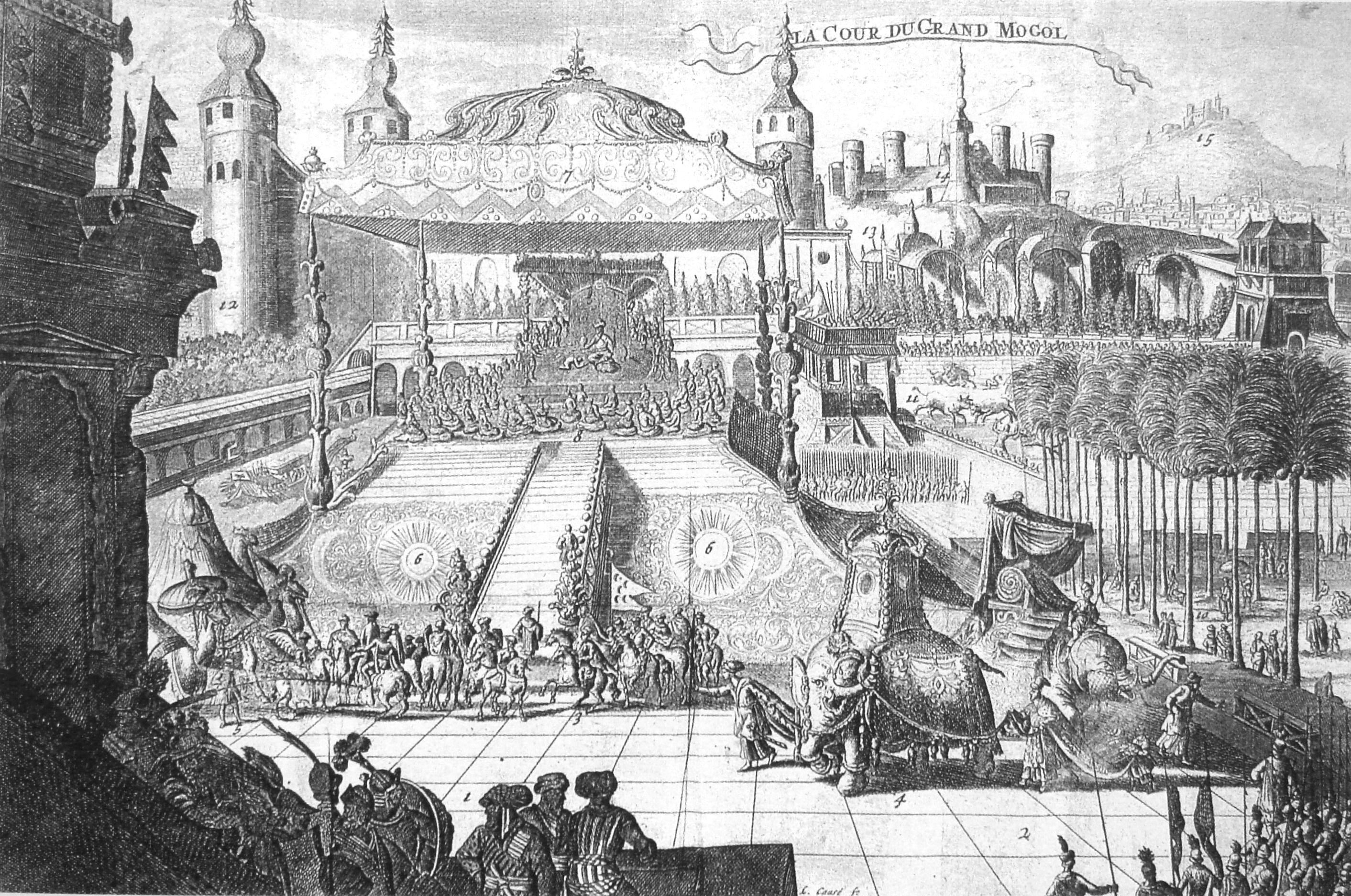
Het hof van Aurangzeb in Delhi.

Van Adrichems vertrek naar Delhi werd bijna 4 maanden vertraagd omdat de schepen met geschenken uit Batavia onderweg door Rijcklof van Goens waren gevorderd voor het beleg van het Portugese fort van Cochin, voordat ze verder konden naar Suratte. Omdat de regentijd naderde werd de koopman Joan Elpen op 25 april met een aantal geschenken, waaronder acht Arabische paarden, Venetiaanse spiegels en Japanse lakwerkproducten, vooruit gezonden. Op 22 mei volgde Van Adrichem, met in zijn gevolg enkele medewerkers van kantoor Suratte, een Indiase koopman, inlandse bediendes en soldaten. De stoet trok afwisselend met door ossen getrokken karren en met kamelen via Ahmedabad door Rajasthan, waar hitte regelmatig werd afgewisseld door enorme plensbuien, en bereikte op 4 juli Agra. Onderweg was men nog afgeperst door een bende rovers die men tol moest betalen, 'en ten waare dat wy niet van een goet convoy versien geweest hadden, zouden deese hongerige grijpvogels ons apparent omcingelt en eenige der cameelen off carren, gelijck als wolvan de schaapen doen, uyt den hoop weghgeruckt hebben'. In Agra besloot men te wachten toen vernomen werd dat Aurangzeb zwaar ziek was. Er gingen geruchten dat de strijd weer zou losbarsten en wellicht een andere troonpretendent of zijn gevangen vader weer aan de macht zou komen. Aurangzeb herstelde echter. Na een maand trok de ambassade verder, waarbij het opperhoofd van de factorij van Agra, Jan Tack, zich aansloot. Tack werkte al 26 jaar in Agra en was meerdere malen aan het hof van Sjah Jahan geweest om te onderhandelen over firmans.

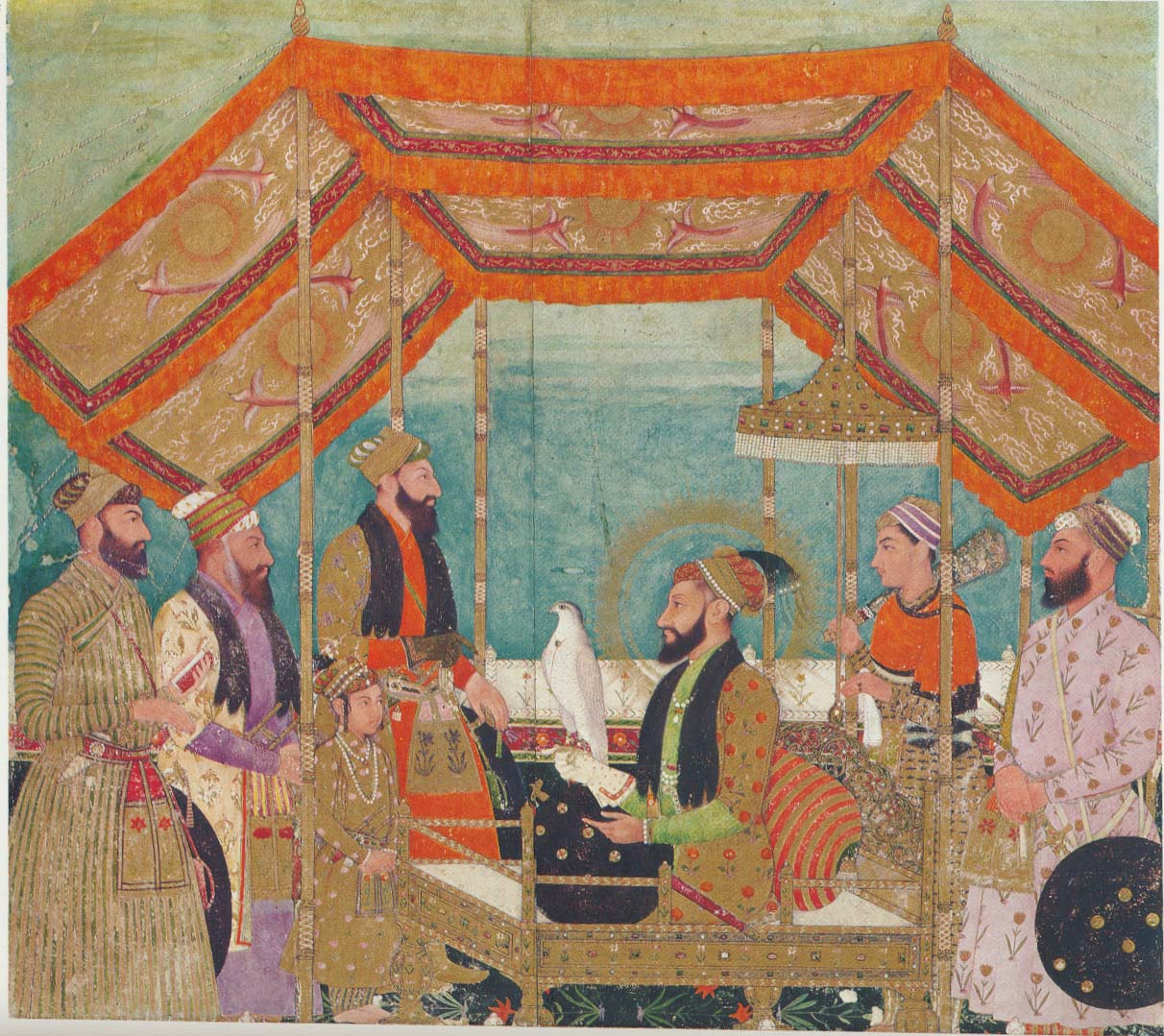
Aurangzeb op een gouden troon, rond 1660.

Op 9 augustus kwam het gezantschap in Delhi aan en werd gehuisvest in het logement dat Elpen er inmiddels van het hof had gekregen. Aan het hof trof men diverse edelen die men kende uit Suratte en die men beschouwde als vrienden van de Compagnie. Evengoed moest men met geschenken hun medewerking zien te verkrijgen in het regelen van een audiëntie. Door de 'overmatige uytgemergelde swackheyt' van Aurangzeb en de overvloedige regenval maakten de gezanten met hun paarden en andere geschenken meerdere malen voor niets hun opwachting in het Rode Fort, omdat de keizer niet kwam opdagen. Pas medio september konden Van Adrichem, Elpen en de onderkoopman Ferdinand de Laver, die het journaal bijhield, op audiëntie in de 'Gosselchanna of Geheyme Raatplaats' (ghusl khana, oftewel de Diwan-i-Khas) waar ze voor de op een troon gezeten Aurangzeb 'volgens de dees lants wyse de vereyste eerbiedigheyt nedrigh opgedragen hebben'. Ze overhandigden een deel van de geschenken en een brief van gouverneur-generaal Maetsuycker aan de keizer, en werden op hun beurt vereerd met kostbare gewaden, waarin ze 'voor den Mogolsen prodigalen en onwaardeerlijcken zeetel compareerden'. De brief van Maetsuycker was gericht 'aen den groot ende alder wijtberoemste Coninck Oranggeeph, wiens glantsende mayesteyt soo helder als de sonne schijnt en die het grootste gebiedt ende heerschappye van alle de aertse coningen des werelts voert.' De ontvangst door de keizer was vriendelijk en beleefd.
Twee dagen later werden de gezanten nog eens ontvangen, ditmaal in de Diwan-i-Am, de openbare audiëntiezaal, waar Aurangzeb op zijn pauwentroon zat. Hier overhandigden ze nog meer geschenken. Het bevestigd krijgen van de nieuwe firmans duurde lang en kostte veel geschenken en steekpenningen aan diverse hovelingen. Op 24 september werden nogmaals geschenken voor de keizer naar het Rode Fort gebracht, en kregen de drie gezanten een zeldzame rondleiding in het besloten gedeelte daarvan. 'Naar menschenoordeel mach dit Hindoustans paleys wel voor een aartsch paradijs getacxeert werden, want het te duchten zy off desselffs weerga elders te vinden is'. Op 8 oktober volgde nog een vierde bezoek. Van Adrichem werd aan het hof ook aangesproken over de activiteiten van een Europese zeerover in de buurt van de Rode Zee. Van Adrichem maakte duidelijk dat de VOC er niets mee te maken had. Later bleek het te gaan om de vroegere VOC-medewerker Hubert Hugo, die Van Adrichem in Suratte gekend moet hebben.
Eind oktober ontving Van Adrichem de 3 firmans, die grotendeels hetzelfde waren als die onder Sjah Jahan, met enkele extra toezeggingen, zoals een verlaging van de tolheffing op alle import en export van 3,5 naar 2,5%, wat jaarlijks zo'n 10.000 gulden zou schelen. 1 november ging de ambassade weer terug naar Suratte. De chirurgijn Baertsch bleef voorlopig achter in Delhi op verzoek van het hof. De Laver, die in Delhi ziek was geworden, stierf in Agra. Tack en Elpen bleven daar achter. Ook Tack was ziek en zou in januari sterven. 9 november stuurde Van Adrichem de firman voor Bengalen naar het VOC-kantoor in Hooghly, waar hij door de directeur, Mattheus van den Broeck, 'met een ongemeene eere ingehaalt en ontfangen' werd.

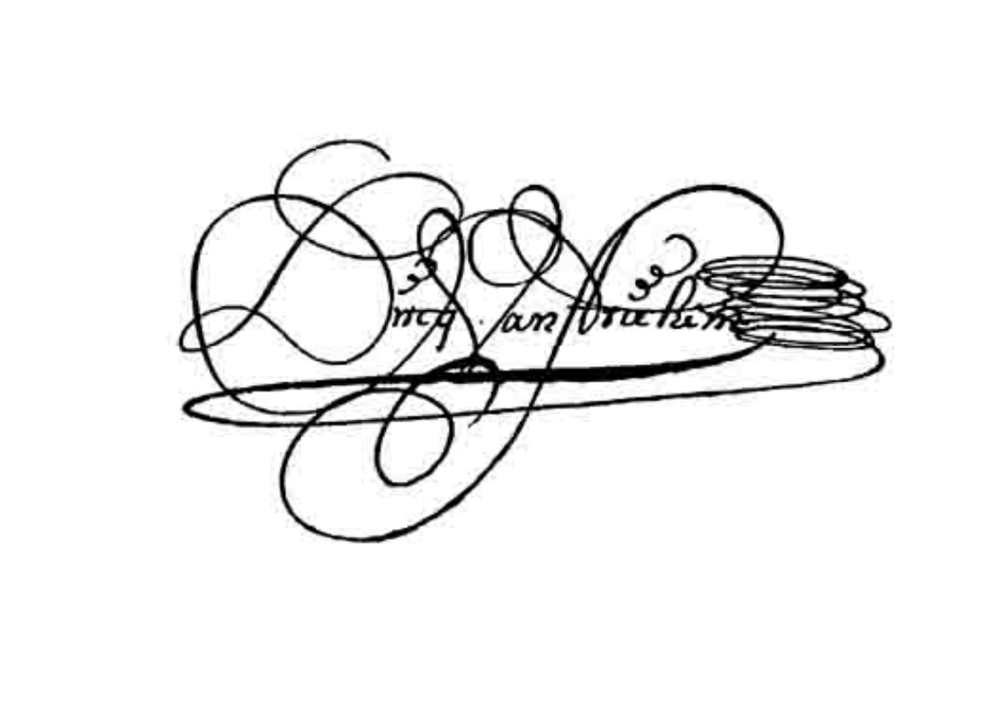
Handtekening van Dirck van Adrichem.

Van Adrichem kwam 13 december terug in Suratte. De Raad van Indië was erg tevreden met het resultaat van de ambassade, ondanks de kosten van meer dan 63.000 gulden. Toch wist men voldoende te relativeren. Plaatselijke autoriteiten moesten vaak alsnog met steekpenningen overgehaald worden de firmans te gehoorzamen. Dat gold vooral voor de eigenzinnige nawab Mir Jumla in Bengalen. Om de bereidheid tot eerbiediging van de firman in Bengalen te vergroten deed directeur Van den Broeck het aan iedereen voorkomen of de firman verkregen was door bemiddeling van Mir Jumla's zoon, die Van Adrichem aan het hof in Delhi had gesproken. Leonard Winnincx had voor zijn vertrek uit Suratte geschreven: ' 't Is beklaeglijck, dat de konincklijcke gebodtschriften, daer sooveele kosten en moeyten om wert gedaen eer men die becomt, zomtijts door de mindere bevelhebbers, wanneerse de courage en tijtsvermogen hebben, gedisobidieert ende achter rugge geworpen worden. Jae, dat meer is: datse hun eygen verleende beschermschriften niet en maintineren.' Van Adrichems ambassade was overigens een stuk goedkoper dan de latere ambassades van Johannes Bacherus (1688) en Joan Joshua Ketelaar (1711).
Desondanks werden op 4 juli 1663 in Batavia de brief en de geschenken van Aurangzeb met een grootse optocht, een parade en saluutschoten naar gouverneur-generaal Maetsuycker in het Kasteel gebracht. 'Met een ongemeene ende aansienelijcke statie, als komende van een der grootste monarchen deses weerelts'.
De Franse chirurgijn Francois Bernier, die 8 jaar aan het hof van Aurangzeb verbleef, kende Van Adrichem persoonlijk, en zag hem waarschijnlijk aan het werk in Delhi. In zijn boek over het Mogolrijk 'Voyage dans les États du Grand Mogol' uit 1671 noemt hij de ambassade succesvol en noemt hij Van Adrichem als een vriend en een competent en integer persoon met een goed oordeelsvermogen. Ook de Venetiaanse reiziger Niccolao Manucci was in die tijd aan het Mogolhof en prijst Van Adrichem in zijn boek 'De Geschiedenis van de Mogols' om zijn oordeelsvermogen en zijn kennis van de Mogolse gebruiken. De Franse juwelier en reiziger Jean-Baptiste Tavernier, ook aan het hof destijds, vermeldt de heer 'Adrican', chef van het Nederlandse kantoor van Suratte, die door de keizer erg goed ontvangen werd.

## De plundering van Suratte

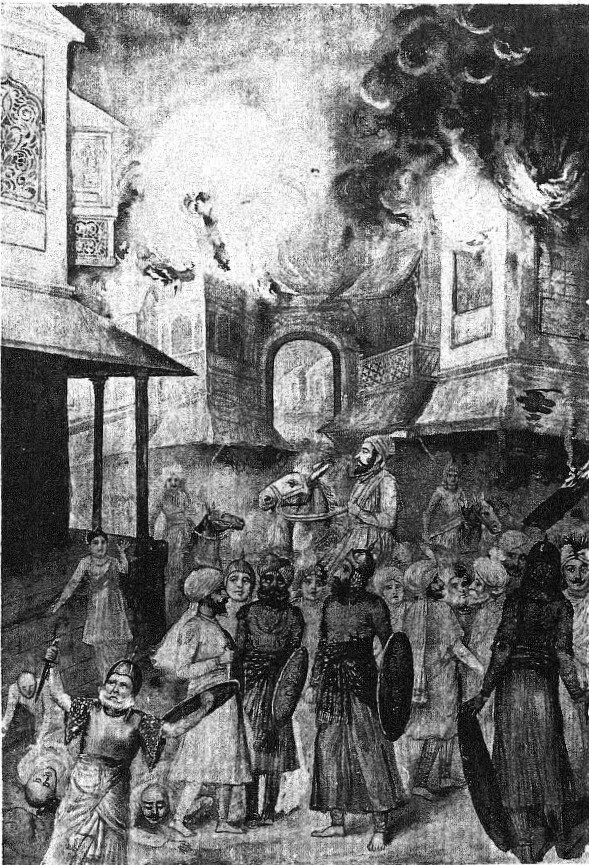
De plundering van Suratte. Prent uit 1932.

Van Adrichem werd bij terugkomst van zijn hofreis door de Raad van Indië definitief tot directeur van Suratte benoemd, met een nieuw vijfjarig contract. Hij zou het niet makkelijk krijgen. In deze tijd vochten de Hindoeïstische Maratha's een succesvolle oorlog tegen de Mogols. Vanuit de Konkan, aan de westkust tussen Bombay en Goa, vielen zij onder aanvoering van hun leider Shivaji in januari 1664 ook Suratte aan. De stad werd een maand lang geplunderd en in brand gestoken. Alleen het fort van de Mogol gouverneur en de Nederlandse en Engelse loges bleven ongeschonden omdat de plunderaars bang waren voor hun kanonnen. De vlammen kwamen tot een musketschot afstand van de Nederlandse loge, waarna de wind gelukkig draaide. Shivaji vroeg via een boodschapper de Nederlandse en Engelse loges om geld om zijn leger te betalen, maar beide zeiden geen contant geld te hebben. Van Adrichem had voor de zekerheid zijn vrouw, schoonmoeder en kinderen aan boord van een van de schepen op de rede gebracht. Later vroeg Van Adrichem om een schadevergoeding bij de belangenbehartiger van de VOC aan het Mogolhof, maar die werd afgewezen. Zelfs de Heren XVII vonden het gevraagde bedrag veel te hoog. Een jaar van tolvrijheid was voor hen voldoende geweest. De Mogol gouverneur (Inayat Khan) vroeg Van Adrichem begin 1665 namens de keizer of de VOC bereid was de vloot van de Maratha's ('Siwasies macht ter zee') te vernietigen. Van Adrichem stelde als voorwaarde volledige tolvrijheid voor Suratte en Baroda en vergoeding van de oorlogskosten. Er zou echter niets van komen.

## Ziekte en dood

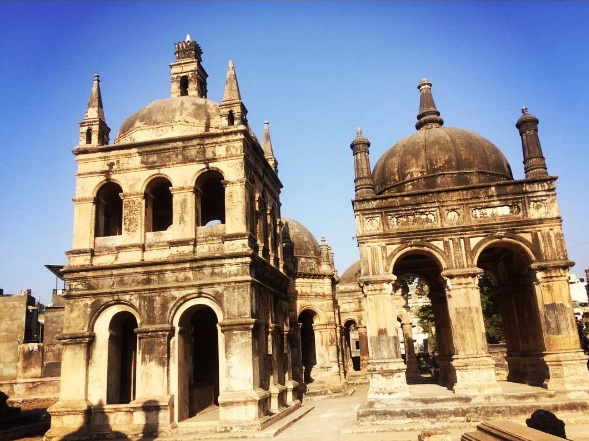
Rechts de graftombe van Dirck van Adrichem in Suratte.

In maart 1664 had Van Adrichem de Raad van Indië gevraagd om zijn diensttermijn terug te brengen van vijf naar drie jaar, vermoedelijk omdat hij wilde repatriëren naar het land dat hij nooit had gekend. Het verzoek werd ingewilligd, maar het zou niet zo ver komen. In juni 1665 werd Van Adrichem ziek, en 'nae dat hy 14 daegen aen een heete coorts hadde gelegen' stierf hij de 26e van die maand op 36-jarige leeftijd. Hij werd begraven op de imposante, van de Mogols afgekeken begraafplaats van de Compagnie in Suratte, waar zijn graftombe nog steeds aanwezig is, ook al is zijn naam erop al lang versleten. De graftombe staat schuin tegenover die van Hendrik van Reede tot Drakestein. Hoewel aanzienlijk ostentatiever dan gebruikelijk is voor Calvinistische graven is hij toch minder pompeus dan die van Van Reede. Van Adrichem werd in Suratte opgevolgd door de secunde Abraham Hartman.
Van Adrichems vrouw Esther hertrouwde in augustus 1667 in Colombo met de weduwnaar Rijcklof van Goens, toen gouverneur van Ceylon. Nog geen jaar later, in juni 1668, stierf ze in het kraambed, op 28-jarige leeftijd. Haar grafsteen bevindt zich in de Wolvendaalkerk in Colombo.  Haar kind overleefde, en werd Esther Ceylonia van Goens genoemd. Ook zij stierf echter jong. Catharina van Adrichem werd na de dood van haar moeder opgevoed door Dircks zus Adriana en haar man Arent Muykens, die inmiddels in Amsterdam woonden. Ze werd door Van Goens, zij het op afstand, altijd als dochter beschouwd. Muykens noemde hij neef. Van Goens keerde augustus 1682 terug naar Nederland en stierf enkele maanden later. In september 1683 trouwde Catharina in Amsterdam met de zoon van haar stiefvader, Rijcklof van Goens de Jonge, die als weduwnaar ook was gerepatrieerd. Het jaar daarop ging hij als Raad van Indië weer terug naar Batavia, om begin 1687 ziek weer terug te keren naar Nederland. Hij stierf onderweg aan boord van het schip Oosterland, net voorbij Kaap de Goede Hoop. Catharina stierf enkele weken later, in augustus 1687. Waaraan is niet bekend. Ze was 29.